# Rovato (stacja kolejowa)
Rovato (włoski: Stazione di Rovato) – stacja kolejowa w Abbiategrasso, w prowincji Brescia, w regionie Lombardia, we Włoszech. Jest stacją węzłową na linii Mediolan – Wenecja i  Lecco – Brescia.
Jest zarządzana przez Rete Ferroviaria Italiana (RFI).

## Historia
Stacja została otwarta 5 marca 1878 wraz z otwarciem odcinka Treviglio-Rovato linii Mediolan-Wenecja.
W 1885 stacja, jak i cała linia, stała się Rete Adriatica tworzonej przez Società Italiana per le Strade Ferrate Meridionali. Po 1905 roku, po nacjonalizacji kolei, przeszła do Ferrovie dello Stato.

## Linie kolejowe
- Mediolan – Wenecja
- Lecco – Brescia